# MB Miðvágur
El Miðvágs Bóltfelag, conegut com a MB, és un club de futbol de les illes Fèroe amb seu a Miðvágur. Juga a l'estadi Við Kirkju.

## Història̟
El club es va fundar el 21 de gener de 1905. El 1993, es va fusionar amb el SÍF Sandavágur per formar el FS Vágar. Aquesta unió va durar fins al 2004, i l'MB llavors es va veure obligat a baixar fins a la quarta divisió feroesa per començar de nou.
En el seu primer any com a club sènior en més d'una dècada, l'MB va passar per sobre de tota oposició a la quarta divisió, i va acabar la temporada guanyant 7-2 al filial de la quarta divisió de l'HB, format principalment per veterans que en una etapa anterior de la seva carrera havien jugat al primer equip de l'HB. En aquest equip van jugar figures destacades del futbol de feroès, com Gunnar Mohr o Kaj Leo Johannesen, el qual va ser primer ministre de les Illes Fèroe del 2008 al 2015.
L'MB va jugar a la 2a divisió feroesa (tercer nivell), després d'una decebedora temporada el 2007, acabant en el setè lloc.
El 2008, l'MB va tenir un equip més sòlid i va acabar tercer en aquella divisió, tot i que hi va haver debat sobre si havien acabat finalment tercers o segons, ja que l'AB havia acabat 2n aliniant jugadors no permesos.

## Palmarès
- Segona divisió (1. deild)ː 3[5]
  - 1977, 1982, 1989
- Tercera divisió (2. deild)ː 1[5]
  - 2014
- Quarta divisió (3. deild)ː 1
  - 2005